# 仁多保忠
仁多保忠，西夏军事将领，党项族，仁多洗忠之兄。
大安十年（1084年）十月，其叔仁多㖫丁战死，代为统军。夏崇宗李乾顺时官至卓罗监军司监军，驻兵锉子山，总领西南部族。与权相梁乙逋不和。天仪治平二年（1087年）七月，梁乙逋以夏崇宗之命胁迫他率万人侵攻宋朝泾原，宋朝总管刘昌祚截击，一宿即还。九月，梁乙逋再令他率军十万攻入经原，与宋副总管曲珍在曲律山交战，一夕逃回。天祐民安五年（1094年），梁乙逋密谋篡国，仁多保忠与大臣嵬名阿吴等集兵讨杀，灭其家。后来升为统军。永安二年（1099年）闰九月，率兵帮助吐蕃围北宋的湟州，不克而还。贞观三年（1103年）三月，率兵援助鄯州赵怀德。贞观四年二月，北宋宰相蔡京派熙河帅王厚招降，仁多保忠想要内附宋朝，事败，免职。